# Mostra de Venise 1960
La Mostra de Venise 1960 s'est déroulée du 24 août au 7 septembre 1960.

## Jury
- Marcel Achard (président, France), Peter Baker (Grande-Bretagne), Luis García Berlanga (Espagne), Serge Bondartchouk (URSS), Louis Chauvet (France), Antonio Pagliaro (Italie), Jaime Potenze (Argentine), Mario Praz (Italie), Samuel Steinman (É.-U.), Jerzy Toeplitz (Pologne).

## Palmarès
- Lion d'or pour le meilleur film : Le Passage du Rhin d'André Cayatte
- Coupe Volpi pour la meilleure interprétation masculine : John Mills pour Les Fanfares de la gloire (Tunes of Glory) de Ronald Neame
- Coupe Volpi pour la meilleure interprétation féminine : Shirley MacLaine pour La Garçonnière (The Apartment) de Billy Wilder
- Grand prix du jury : Rocco et ses frères (Rocco e i suoi fratelli)
- Lion de san marco pour le meilleur film culturel : Les Années folles d'Henri Torrent